# Johan August Karlsson (spelman)
Johan August Karlsson, född 16 april 1856 i Simonstorps socken, Östergötlands län, död 14 juni 1939 i Kvillinge socken, Östergötlands län, var en svensk spelman.

## Biografi
Johan August Karlsson föddes 16 april 1856 på Rodga i Simonstorps socken. Han var son till torparen Carl Andersson och Johanna Persdotter. Karlsson gifte sig första gången 21 september 1879 med Klara Charlotta Karlsdotter. Han gifte sig andra gången 10 september 1893 med Klara Sabina Flodqvist. De bodde 1900 på Torshag i Kvillinge socken och han arbetade som fabriksarbetare. Familjen flyttade 1914 till Häradssveden. Karlsson avled 14 juni 1939 i Kvillinge socken.
Karlsson fick sina låtar från skogvaktaren och spelmannen Rockström i Rodga. Karlsson började spela fiol när han var 45 år gammal. Under de 15 första åren spelade han mest religiösa sånger. Han var också medlem i missionskyrkan.

## Verklista
Låtarna upptecknades 1930 av spelmannen Olof Andersson.
- Polska i A-dur efter Rockström.
- Polska i D-dur efter torpare Bilfeldt i Rodga.
- Polska i D-dur efter Rockström.
- Polska i C-dur efter Rockström. Karlsson spelade polskan på dragspel.
- Polska i C-dur efter spelmannen Dahlström i Simonstorp.
- Gånglåt i D-dur efter Rockström.